# Eliza Dushku
Eliza Patricia Dushku (* 30. prosince 1980 Watertown, Massachusetts) je americká herečka.
Její otec pochází z Albánie, matka má dánské a anglické předky. Svoji hereckou kariéru odstartovala již dětství, neboť hrála společně s Juliette Lewisovou jednu z hlavních rolí ve filmu Této noci (1992). V dalších letech se objevila např. ve snímcích Dospívání po americku, Pravdivé lži či Sbohem, lásko. Od konce 90. let působí také v televizi. Zahrála si postavu Faith v seriálech Buffy, přemožitelka upírů (1998–2003) a Angel (2000–2003), v letech 2003–2005 ztvárnila hlavní roli v seriálu Volání mrtvých. Mezitím se objevila také v celovečerních filmech Bravo, girls!, Jay a Mlčenlivej Bob vrací úder, Z nuly hrdinou, Hodina pravdy, Pach krve nebo Víno roku. V letech 2009–2010 hrála Echo v seriálu Dům loutek, dále hostovala např. v seriálech Teorie velkého třesku, Ve službách FBI a Liga snů.
Uvedla, že trpí ADHD. V roce 2018 si vzala podnikatele Petera Palandjiana.